# Francesco Bruni (velista)
Francesco Bruni (Palermo, 11 aprile 1973) è un velista italiano. Nel corso della sua carriera ha preso parte a tre olimpiadi e cinque campagne di America's Cup. È stato inoltre vicecampione del mondo nella classe Moth.

## Biografia
Ha partecipato tre volte alle Olimpiadi estive, tutte in classi diverse. Si è classificato 12° alle Olimpiadi del 1996 in Laser, 11° alle Olimpiadi del 2000 nel 49er e 7° alle Olimpiadi del 2004 nella classe Star.
Bruni ha corso con Luna Rossa alle Louis Vuitton Cup del 2003 e 2007. Ha guidato il team Azzurra durante gli eventi del Louis Vuitton Trophy 2009 e 2010, prima di rientrare in Luna Rossa per la Louis Vuitton Cup del 2013. Quando Luna Rossa si è ritirata dall'America's Cup 2017 Bruni si è unito ad Artemis Racing.
Assieme a James Spithill, dopo aver vinto la Prada Cup, è stato timoniere di Luna Rossa nell'America's Cup 2021. Pur col ruolo condiviso, è il primo timoniere non anglosassone ad aggiudicarsi una regata della competizione.
È stato confermato dal team Luna Rossa anche per la campagna dell'America's Cup 2024.
È fratello dei velista e allenatore Gabriele Bruni, con cui ha fatto coppia nelle regate di 49er durante le Olimpiadi di Sydney 2000, e di Marco Bruni.

## Palmarès
- Bermuda 2018: Argento ai Mondiali di Moth
- 2021: Prada Cup
- 2021: Velista dell'anno Tag Heuer (condiviso con il team di Luna Rossa)